# 日本國鐵KiHa 183型柴聯車
日本國鐵キハ183 型柴聯車是日本國有鐵道於1980年啟用的柴聯車，民營化後由北海道旅客鐵道（JR北海道）和九州旅客鐵道（JR九州）使用。有一些車輛被改裝為特別列車，但大多數車輛經過更新後仍在使用中。退役的車輛除報廢外，有靜態保存於北海道者，或是轉贈給東南亞國家使用。

## 歷史
本型車於1979年開發完成，經過一年半的的測試後，於1981年開始營運。
1986年推出500/1500番台改進型，取代了原以KiHa 80型柴聯車行駛的列車。
1988年JR北海道以K本型車的 550/1550番台行駛特快列車。  
2021年9月，JR北海道贈送17輛車給泰国国铁。 

## 各子型車輛

### 原型车（KiHa 183型900 番台）
1979年制造的12辆原型车，编为183型900番台。原本設計每編組為7輛車，最大編組10輛車，用於行駛長途列車。這些原型車後來都進行了修改以與量產車一起編組運用。後來在2001年因老化報廢。 
KiHa （キハ）183-900（車號901 - 904）
有駕駛室的標準車，座位40名，於1979 年製造4辆。裝有一部引擎與一部發電機。  
KiHa  182-900（901 - 906）
座位68人的中間車，設有廁所，1979 年生产了六辆车。 
KiHa 184-900 （901）
中間車，裝有一部引擎、一间设备室和一台发电机。 1979 年製造一辆，1985 年改装成 キロ 184-901綠色車廂。 
KiHa 182-900 （901）
設有厕所的绿色車廂，1979年製造一輛，于 2001 年报废。 

### 初代量產型（キハ183-0 番台）
1981 年至 1983 年間所製造的第一批 89 輛量產型車，分为 4 种子型。283型柴聯車和261型柴聯車營運後，本批次在2018年全部退役。 
KiHa 183-0 （1 - 20）
20 輛車。與183-900 的先頭車不同，車窗無法打開，前端裝飾帶改為不銹鋼。有兩輛用於旭山動物園號，11至15 號車於 1992 年更新為 KiHa 183-200 的先頭車，一併更新引擎與變速箱。有 17輛車送給泰國。  
KiHa 182-0 （1 - 48）
48 輛車。与KiHa 182-900番台相比，侧面通风口加大。有3輛改裝用於行駛旭山动物园號。有的車輛在升級變速箱與出力較大的引擎後，改為KiHa 182-200番台。 
KiHa 184-0 （1 - 11）
11 輛車。車廂後端無盥洗室與水箱，故座位量增加2人而為 52 人。與 KiHa 182-900 番台相比，車側通道的佈局不一樣，並沒有通往機房的門。 
1985年，四輛車改裝為KiHa 183-100番台的先頭車，加裝駕駛室，但客座量不變。其中兩輛（183-101 和 183-102）於 2008 年報廢。183-103號車於 2009年送給緬甸鐵路。泰国铁路于 2016 年取得了 183-104號車。  
キロ 182-0 （1 - 10）
10 輛車。本型車設有販賣部和烹調設施，且將原型車900番台位於前端的客室門，移至較靠近車身中部的位置，載客量減少到32人。 1996年5輛改裝為キロハ 182型，至2001年有4輛拆解。  

### 後期量產車

#### キハ183-500 和 183-1500 番台
1986年由新潟鐵工所與富士重工為北海道旅客鐵道製造了 183-500 和 183-1500 番台，共36 辆車，也被称为N183 型。有不少地方進行了變動，改進性能、內裝並降低成本，車輛編號為 500 和 1500番台以區分。也被稱為N183系的改進型，但現在與後來的NN183系列一起被稱為後期型號。
由於JR北海道打算縮短特快列車的編組，針對中間車（負責編組供電之發電機）做了兩種更動。其一為KiHa183系1500番台，裝有行駛用引擎與發電用引擎，但沒有盥洗室；其二為500番台，裝有大出力的行駛用引擎，沒有發電裝置，設有盥洗室。無發電裝置的KiHa 183型500番台與 KiHa 184型一起編組，以供應電源。原先製造時的最高時速為110公，但設計上已預備未來可提高時速到120公里。
キハ 183-500 (501 - 507)
駕駛車，可容60人，設有廁所，於1986年生产6辆。本型車配備與中間車キハ 182-500同型，出力較大的引擎，但並未配備發電機專用引擎。其中502號車在1994年受損報廢，501號車在2010年拆解，503和504號車在2019年报废。505和506號車升级並降低引擎出力後改編為405和406號車，507號車改編为キハ 183-6001 號。 
キハ 183-1500 (1501 - 1507)
駕駛車，無廁所，可容68人，1986 年製造了七辆。本型車與183-0番台類似，裝有兩個出力較小的引擎，其中一個用於發電。 
キハ 182-500 (501 - 514)
有廁所的中間車，可容纳68名乘客，於1986 年製造 14 辆。有些改造成 キハ182-400番台，與キハ183-400類似。 
キロ 182-500 (501 - 508)
1986年制造了八辆车。 裝有一部行駛用的DML30HSJ引擎。地板比傳統車輛高 500 毫米，走道較低而有斜坡，車門處有台階。車側窗尺寸較大，垂直尺寸達1000毫米，採用弧形玻璃，頂部到達車頂肩部。座位排列為2+2排列。裝有插卡式公用電話。空調機安裝於車廂兩端的車頂。
- キハ183-500 「鄂霍次克號」，網走站
- 先頭車キハ183-1506 ，函館站。
- 先頭車182-504 號，札幌附近。
- キロ182-508號車

#### キハ 183-550 和 キハ183-1550 番台
1988 年至 1990 年間由富士重工生產了 28 輛車，編為 183-550 和 183-1550 番台，也被稱為NN183 型。相較於 N183 型，在盥洗室與內裝有所更動，還加裝了新鮮空氣進氣口，以避免引擎廢氣進入客艙。     
キハ 183-1550（1551 - 1566）：
標準艙等駕駛車，無廁所，座位數68，於1988 年至 1990 年间生产了 16 辆。    配有兩個較小的引擎，其中一個用於發電。車號 1555 - 1566 的座位號碼與窗框有所更動。 キハ 183-1557 後來改造成 キハ 183-6101。其它一些車輛更換煞車以提升速限至時速130公里，但仍能與速限110或120公里車輛混合編組，改編為 183-3550 和 -4550。有些又更新與KiHa261型類似的引擎，改編為 183-8550 和 183-9550 。   
キハ 182-550（551-562）：
中間車，設有男用廁所，於1988 年至 1989 年间生产了 12 辆。   在555 - 562 號車除了與 キハ 183-1555 至 183-1566 相同的更動外，廁所也作了改進。所有的車輛更換引擎後改編為-7550番台。  
キサロハ 182-550（551-554）：
無動力雙層客車，下層為標準艙，座位10個；上層為綠色座位頭等艙，座位配置為2+1，有24個座位； 1991 年製造了四輛。  本型車於 1991 年到 2000年之間行駛超級十勝號，該列車改以283型柴聯車行駛後，由本型列車行駛的班次降級為十勝號。2001年暫時停用，並於2013年拆解。
- KiHa 182-550型，札幌站
- KiSaRoHa 182-550，2005年

#### 度假列车（キハ183-5000番台、キハ183-5100番台 和 キハ183-5200番台 ）
1981年石勝線通車，且前往北海道道央地區的度假乘客增加， 國鐵在1985年改造了キハ56型柴聯車行駛 Alpha Continental 號列车，之後又改造キハ80型柴聯車加開富良野號和Tomamu-Sahoro號列車。後來改用183型柴聯車，共改造3組（12輛車），1989年起陸續行駛二世古快車（日文：ニセコエクスプレス）與水晶快車 Tomamu & Sahoro（日文：クリスタルエクスプレス トマム & サホロ)，於 1992 年開始行駛北方彩虹快車（日文：ノースレインボーエクスプレス）。 
水晶快車 Tomamu & Sahoro于 2019 年 11 月 30 日退役，并于 2020 年 5 月报废。

##### キハ183-5000 番台（二世谷快車）
キハ 183-5000 (5001 - 5002)
駕駛車，可容纳48人，有廁所，於1988年製造兩輛。 
キハ 182-5000 (5001)
中間車，座位56人，有电话室。 
キハ 183-5100 (5101 - 5102)
有觀景台的駕駛車，設有八個觀景座位。但由于2010年1月789型電聯車在平交道發生車禍，為了降低乘客危險，停用觀景台。  
キハ 182-5100 (5101)
中間客車，座位數56，配有天窗。 
キサロハ 182-5100 (5101)
1990年12月製造的無動力雙層客車。 

##### キハ183-5200番台（北方彩虹快車）
キハ 183-5000 (5001 - 5002)
普通艙等駕駛車，座位數48人，配有盥洗室。1988 年製造兩輛。 
キハ 182-5000 (5001)
中間客車，座位數56，有電話室。 
キハ 182-5200 (5201, 5251)
中間客車，座位數56。 
キサハ 182-5200 (5201)
可容納36人的雙層客車，一樓設有簡餐室，二樓為包廂。 

- キハ 183型5200番台「北方彩虹快車」，行駛「函館快車」，1992年。
- 「水晶快車號」列車，1992年。

#### キハ183-1000番台（JR九州）
1988至1989年製造了四輛，編為183-1000 番台，最初專門用於行駛往长崎的荷兰村的列車。由于鹿儿岛本线鸟栖至門司港路段的客運需求量很大，因此在前端增加了聯結器，以便與485型電聯車聯掛。 
キハ 183-1000 (1001, 1002)
1988 年生產兩輛，無內置電源。 
キハ 182-1000 (1001, 1002)
中間車，1001號於1988年製造，有電源供應、咖啡廳、小型客室；1002號於 1989 年製造，配有引擎，設有兒童遊戲區。 

- キハ183-1000與485型電聯車聯結行駛「荷蘭村快車」，小倉車站，1990年。
- キハ 183-1000 番台行駛「由布院之森」號，博多站，1992年。

## 特殊列車

### 旭山動物園號
2007年，幾輛KiHa 183-0進行了改造以行駛札幌到旭川的旭山動物園號列車，沿途停靠岩见泽站和泷川站。 
列車由儿童读物作者、原動物園管理員あべ弘士设计，包括北極熊（キハ 183-3）、狼（キハ 182-46）、獅子（キハ 182-47）、黑猩猩（キハ 182-48）、和企鵝（キハ 183-4），車廂彩繪兒童與動物。 
北極熊車設有兒童遊樂室，企鵝車設有哺乳室；每輛車都有一個動物形狀的座椅（被稱為「抱抱」椅），作為旅客攝影取景的特色。 2013 年，改為在某些座位上設置絨毛動物玩偶。  
該編組於 2007 年開始行駛，其間由於車輛更新，在 2013 年 4 月至 2013 年 7 月之間暫時停駛，到 2018 年 3 月編組報廢，   旭山動物園號改用789系行駛，後來與丁香號合併。

## 保存車

### 183-214、183-220
經募款修復了183-214，採國鐵時代塗裝，與183-220號車保存安平町的安平町D51路旁車站（道の駅あびら D51ステーション）。  

### 183-5001（二世古特快）
經募款修復後，保存於于有岛纪念公園。 